# دروازه آمانوس
دروازه آمنی (لاتین: Amani Portae) یا گذرگاه باهچه (ترکی استانبولی: Bahçe Geçidi) که با نام‌های گذرگاه آمانوس یا آمانیدس پیلا (Ἀμανίδες یا Ἀμανικαί Πύλαι 'دروازه‌های آمانوس') نیز شناخته می‌شود، گذرگاهی کوهستانی است که در مرز بین استان‌های عثمانیه و غازی عینتاب در جنوب مرکزی ترکیه واقع شده‌است. این گذرگاه راهی را از میان کوه‌های آمانوس شمالی (کوه‌های نور امروزی) ایجاد می‌کند که باعث کیلیکیه به جنوب آناتولی و شمال سوریه می‌شود. این گذرگاه یکی از دو گذرگاه میان کوهستان آمانوس است و دیگری دروازه سوریه در سمت جنوب قرار دارد.
دروازه آمانوس در رویدادنامه نبونید ذکر شده‌است.

## دروازه آمانوس و نبرد ایسوس
این گذرگاه نقش مهمی را در نبرد ایسوس ایفا کرد. ارتش هخامنشی از راه دروازه آمانوس یا گذرگاه دیگر در نزدیک آن پیشروی کرد و از پشت سر ارتش مقدونی درآمد ولی ارتش مقدونی به سمت آنان چرخیده و سپاه داریوش را شکست داد. این استراتژی استفاده شده توسط پارسی‌ها هنوز مورد مناقشه قرار دارد. به گفته جونا لندرینگ، پس از اینکه بخشی از ارتش اسکندر مقدونی دروازه سوری را اشغال کرد، داریوش سوم هخامنشی تصمیم گرفت ارتش خود را از طریق دروازه آمانوس به سمت شمال هدایت کند و ارتش خود را بین دو ارتش مقدونی در شهر ایسوس قرار دهد. با این حال مقدونی‌ها قبل از آمدن داریوش به یکدیگر پیوستند و نتیجه شکست پارسیان بود. با این حال، دونالد انگلس تفسیر مشابهی را رد می‌کند.

## دروازه آمانوس، مردائیان و استحکامات
به گفته برخی از مورخان، پس از فتح شام توسط خلافت عرب، مردائیان، که مسیحیان پیرو آیین میافیزیسم یا یکپارچه‌گرایی بودند، توانستند وضعیت نیمه مستقلی را در اطراف کوه‌های آمانوس در منطقه مرزی بیزانس و اعراب به دست آوردند. آنها در ابتدا موافقت کردند که به عنوان جاسوس برای اعراب و محافظت از دروازه آمانوس خدمت کنند، اما وفاداری آنها متناوب بود و در عوض اغلب در کنار بیزانسی‌ها قرار می‌گرفتند.